# MOHA Magazin
MOHA Magazin (Mindent az Oktatásról Hallgatóknak) 2007 és 2013 között Magyarország legnagyobb példányszámban megjelenő felsőoktatási médiakiadványa. Egyetemistáknak és főiskolásoknak szóló magazin. Kiadója a Geomédia Zrt.. A MOHA Magazin print kiadása havi rendszerességgel, 60 000 -es, majd később 30 000-es példányszámban jelent meg, olvasottsága a havi 140 000 főt érte el. Internetes kiadása a www.mohaonline.hu , mely ma is elérhető.

## MOHA-hoz kapcsolódó termékek

### Belépő
Modern karrierkalauz és nemzetközi ösztöndíj ajánló.

### Tanulj Külföldön Ingyen! kampány
Tájékoztató kampány egyetemistáknak a Tempus Közalapítvánnyal együttműködésben

### Sziget Fesztivál magazin
Integrált ifjúsági tájékoztató kiadvány.

### MOHA-MEEX Partysítábor
Szórakozással egybekötött sítábor felsőoktatási hallgatóknak.

## Főszerkesztői
Czifrik Balázs 2007-2008
Lebhardt Olivér 2008-2013